# Emerson (Iowa)
Emerson es una ciudad ubicada en el condado de Mills en el estado estadounidense de Iowa. En el Censo de 2010 tenía una población de 438 habitantes y una densidad poblacional de 660,6 personas por km².

## Geografía
Emerson se encuentra ubicada en las coordenadas 41°1′5″N 95°24′10″O / 41.01806, -95.40278. Según la Oficina del Censo de los Estados Unidos, Emerson tiene una superficie total de 0.66 km², de la cual 0.66 km² corresponden a tierra firme y (0%) 0 km² es agua.

## Demografía
Según el censo de 2010, había 438 personas residiendo en Emerson. La densidad de población era de 660,6 hab./km². De los 438 habitantes, Emerson estaba compuesto por el 98.86% blancos, el 0% eran afroamericanos, el 0% eran amerindios, el 0% eran asiáticos, el 0% eran isleños del Pacífico, el 0% eran de otras razas y el 1.14% pertenecían a dos o más razas. Del total de la población el 0.46% eran hispanos o latinos de cualquier raza.